# Eőry Vilma
Eőry Vilma (1949. október 20. –) nyelvész, a Magyar Tudományos Akadémia Nyelvtudományi Intézetének egykori kutatója, az egri Eszterházy Károly Főiskola Nyelv- és Irodalomtudományi Intézete Általános és Alkalmazott Nyelvészeti Tanszékének volt tanszékvezető tanára, jelenleg a Magyar Nyelvstratégiai Intézet munkatársa.

## Pályafutása
1974-ben szerzett diplomát az Eötvös Loránd Tudományegyetem Bölcsészettudományi Karán. Mondatszerkezetek Tamási Áron novelláiban című doktori értekezését ugyanitt védte meg 1980-ban. 1974 és 2008 között az MTA Nyelvtudományi Intézet tudományos munkatársaként, majd főmunkatársaként tevékenykedett. Prágában öt évig vizsgálta az ott élő magyarok nyelvhasználatát. 2005–2006 folyamán egy dunántúli járás földrajzi neveinek feldolgozását végezte el.
Szakterülete a stilisztika, a szövegtan, a lexikográfia, a nyelvművelés és a kétnyelvűség. Kutatási témái: stíluselmélet, elemzési módszerek; szövegtípuselmélet; stílusminősítések; a nyelvművelés elvei; a csehországi magyar kisebbség bilingvizmusa. Több mint száz tudományos publikáció szerzője. A Nyelvtudományi Társaság, a Nemzetközi Magyarságtudományi Társaság, az MTA Szótári Munkabizottsága, az Anyanyelvápolók Szövetsége és az ELTE Mai Magyar Nyelvi Tanszéke mellett működő stíluskutató csoport tagja.

## Publikációi

### Tankönyv
- Maďarská gramatika. Károly Egyetem, Prága, 2002. (Schreier Angélával)

### Szerkesztett kötetek
- Petőfi-szótár II–IV. (Szerk.: J. Soltész K., Szabó D., Wacha I.) Akadémiai Kiadó, Budapest, 1978, 1987. (segédszerkesztő)
- Jókai-szótár I–II. (Szerk.: Balázs G., Eőry V., Soltész K., Somogyi M.) Unikornis, Budapest, 1994.
- Értelmező szótár+ I–II. Tinta Könyvkiadó, Budapest, 2007.
- Hagyomány és újítás a helyesírásban. (Szerk.: Bozsik Gabriella–Eőry Vilma–V. Raisz Rózsa), EKF Líceum Kiadó, Eger, 2007
- Magyar értelmező szótár diákoknak. Szómagyarázatok példamondatokkal; főszerk. Eőry Vilma, szerk. Bánki Judit, Bíró Ágnes, Szirmai Diána; Tinta, Bp., 2010 (Tinta szótárak)
- Magyar értelmező alapszótár diákoknak. A leggyakoribb és legfontosabb 2000 magyar szó magyarázata példamondatokkal (Szerk.: Eőry Vilma, Kiss Gábor, Kőhler Klára) Tinta Könyvkiadó, Budapest, 2019 (Tinta szótárak)

### Cikkek, tanulmányok
- A köznyelvi [e] fonéma variánsai a badacsonytördemici nyelvjárásban. Acta Iuvenum 1973: 137–153.
- A prózaritmus Tamási Áron novelláiban. Acta Iuvenum, 1974: 58–75.
- Az is kötőszó megengedő mellékmondatbeli használatáról. Magyar Nyelv 74 [1978]: 489–491.
- Das Schriftstellerwörterbuch. Die lexikographische Bearbeitung der Sprache und des Stils der schönen Literatur. Acta Linguistica XXX [1980]: 379–382.
- Különböző típusú novellák mondatszerkezetei. Magyar Nyelv 77 [1983]: 162–173.
- A népköltészet és a népnyelv hatása az irodalmi névadásra. Magyartanítás 1983/6: 266–274.
- Luthers "Ein feste Burg" in ungarischen Übersetzungen. Germanistisches Jahrbuch DDR–UVR 1984. 50–59.
- Erős vár a mi Istenünk. Luther "Ein feste Burg" című énekének történeti és stilisztikai áttekintése a magyar zsoltárirodalomban. In Fabiny Tibor (szerk.): Tanulmányok a lutheri reformáció történetéből. Evangélikus Egyh. Kiadó, Budapest, 1984, 263–282.
- Elbeszélői nézőpont, kompozíció és stílus. Műhelymunkák I. MTA Nyelvtudományi Intézete, Budapest. 1985. 7–29.
- Az epikai mű elemzésének kérdéséről. Magyar Nyelv 82 [1986]: 53–65.
- A mondathatár-eltolódás néhány esete. In Kiss J., Szűts L., (szerk.): A magyar nyelv rétegződése. Akadémiai Kiadó, Budapest, 1988. 284–289.
- A cím mint tulajdonnév. In Balogh L., Ördög F. (szerk.): Névtudomány és művelődéstörténet. MNyTK. 183. Zalaegerszeg város kiadása, Zalaegerszeg, 1989. 373–376.
- A Szindbád-novellák stílusa. In Szathmári I., Fábián P. (szerk.): Tanulmányok a századforduló stílustörekvéseiről. Tankönyvkiadó, Budapest, 1989. 261–272.
- Stílusirányzat és mondatszerkesztés. In Jankovich J., Kósa L., Nyerges J., Seidler W. (szerk.): Magyar nyelv és kultúra a Duna völgyében. Nemzetközi Magyar Filológiai Társaság. Budapest–Wien, 1991. 992–995.
- A nominális mondat fogalma a magyar nyelvtudományban. In Kiss J., Szűts L. (szerk.): Tanulmányok a magyar nyelvtudomány történetének témaköréből. Akadémiai Kiadó, Budapest, 1991. 428–433.
- A nyelvművelés elveiről. In Székely Gábor (szerk.): I. magyar alkalmazott nyelvészeti konferencia. Bessenyei György Tanárképző Főiskola, Nyíregyháza, 1991. 416–420.
- Nyelvi norma–stílusnorma. In Kemény G. (szerk.): Normatudat – nyelvi norma. MTA Nyelvtudományi Intézete, Budapest, 1992. 31–40.
- Új magyar tájszótár II–III. (Szerk.: B. Lőrinczy É.) Akadémiai Kiadó, Budapest, 1988, 1992. (szócikkíró)
- Képes diákszótár (Szerk.: Grétsy L., Kemény G.) Akadémiai Kiadó, Budapest 1992. (szócikkíró)
- Balázs Béla Bécsben és a Csodálatosságok könyve. In Békési I., Jankovich J., Kósa L., Nyerges J. (szerk.): Régi és új peregrináció. Magyarok külföldön, külföldiek Magyarországon. Nemzetközi Magyar Filológiai Társaság, Budapest–Szeged, 1993. 736–741.
- A nyelvművelés új feladatairól. Magyar Nyelvőr 117 [1993]: 453–455.
- A kérdezők normatudata. Nyelvművelő közönségszolgálati tapasztalatok. In Kemény G., Kardos T. (szerk.): A magyar nyelvi norma érvényesülése napjaink nyelvhasználatában. MTA Nyelvtudományi Intézete, Budapest, 1994. 177–181.
- Az anyanyelvi kommunikációs készség fejlesztésének fontossága és lehetőségei a többnyelvűség korszakában. In Aradi A., Sturcz Z., Szőllősy-Sebestyén A. (szerk.): Többnyelvűség az oktatásban és a kutatásban I–II. Folia Practico-Linguistica XXIV. 1994. 764–769.
- A szöveg mondatainak kapcsolódása és a szövegszerkezet. Acta Academiae Paedagogicae Agriensis, Nova series, tom. XII. Sectio Linguistica Hungarica 1994. 23–34.
- Stílusrétegek – szövegtípusok. In Keszler B., Laczkó K. (szerk.): Emlékkönyv Szathmári István hetvenedik születésnapjára. ELTE BTK Budapest, 1995. 128–133.
- Szövegtipológia – stílustipológia. In Szathmári István (szerk.): Hol tart

```
ma a stilisztika? Nemzeti Tankönyvkiadó Budapest, 1996. 138–151.
```

- A szövegszerkezeti alapegységek és a szövegtipológia. In R. Molnár E., Galgóczi L., Nagy L. János (szerk.): Absztrakció és valóság. JGyTF Kiadó Szeged, 1996. 91–96.
- Az anyanyelvi oktatás és nevelés legaktuálisabb gondjairól. Ötödik Magyar Alkalmazott Nyelvészeti Konferencia, Veszprém, 1995, 38–41.
- Nyelvészet és nyelvművelés Magyarországon. Prágai Tükör 1996. 1–2. 45–48.
- A nominális mondat a magyar nyelvben. In H. Leskinen, S. Maticsák, T. Seilenthal (szerk.): Congressus

```
Octavus Internationalis Fenno-Ugristarum 10–15. 8. 1995. Pars IV. Syntaxis et semantica. Moderatores Jyväskylä , 1996. 15–18.
```

- A szöveg- és stílustípusok a gimnáziumi anyanyelvi órán. In V. Raisz R. (szerk.): Anyanyelv és iskola az ezredfordulón. XII. anyanyelv-oktatási napok, Eger, 1996. július 8–11. Magyar Nyelvtudományi Társaság, Budapest, 1996. 336–341.
- Nyelvészet és nyelvművelés Magyarországon. Nyelvünk és Kultúránk 97. 1997: 70–74.
- Mit jelent nekem ez a nyelv? In Hérics Lajosné (szerk.): Anyanyelvünk vonzásában. Kazinczy Ferenc Gimnázium, Győr, 1997. 80–82.
- A csehek magyarságképe a cseh nyelv magyar jövevényszavainak tükrében. Kisebbségkutatás 1997. 1. sz. 7–12.
- Nominalizálódik vagy verbalizálódik a magyar nyelv? Hungarológia 1997/3: 68–75.
- Archaizálás és megújítási igény a protestáns énekirodalomban. In Jankovics J., Monok I., Nyerges J. (szerk.): A magyar művelődés és a kereszténység II. Nemzetközi Magyar Filológiai Társaság–Scriptum Rt., Budapest–Szeged, 1998, 1116–1122.
- Sorozat a Prágai Tükörben: 
  - Az anyanyelv 1998 /3: 48–49.
  - Nyelvünk eredete 1998/4: 56–57.
  - A magyar nyelv a honfoglalás előtt 1998/5: 57–58.
  - Nyelvtörténeti kalandozások a honfoglalás utáni néhány évszázadban 1999/1: 68–69.
  - A kódexek világa 1999/2: 70–71.
  - Új eszmék – harcok – egységesülő nyelv 1999/3: 61–62.
  - Az egységes nemzeti nyelv 1999/4: 60–61.
  - A magyar nyelvterület változásai a XX. században 1999/5: 52–53.
- A szöveg makrostruktúrája. In V. Raisz R., H. Varga Gy. (szerk.): Nyelvi és kommunikációs kultúra az iskolában I–II. Nyelvtudományi Társaság Budapest, 1999. 172–179.
- A csehországi magyar kisebbség nyelve. Hungarológia 2 [2000]/1–2: 199–214.
- Maďarský sborník o evropském výzkumu slangu (Rozhled). Slovo a slovesnost. LXII. 2001/3: 209–216.
- A csehországi magyarok bilingvizmusa nyelvhasználati kérdőívek alapján. Nyelvtudományi Közlemények,  98 [2001]: 215–133.
- A nyelv szerepe a nemzetté válásban Csehországban és Magyarországon. A magyar nyelvművelés történelmi indokoltságáról. In Balázs Géza–A. Jászó Anna–Koltói Ádám (szerk.): Éltető anyanyelvünk. Mai nyelvművelésünk elmélete és gyakorlata. Írások Grétsy László 70. születésnapjára. Tinta Könyvkiadó, Budapest, 2002. 143–148.
- Az újságszövegek tipológiájához. Az implicitás egy hír és egy glossza szövegében. In Andor József–Benkes Zsuzsa–Bókay Antal (szerk.): Szöveg az egész világ. Petőfi S. János 70. Születésnapjára. Tinta Könyvkiadó, Budapest, 2002. 176–189.
- Alakzatok a stilisztikában és a szövegtanban. In Raisz Rózs és Zimányi Árpád (szerk.): Feladatok és módszerek az anyanyelvi nevelésben a XXI. század elején. Magyar Nyelvtudományi Társaság, Budapest, 2002. 219–228.
- Hozzászólás. Kerekasztal-beszélgetés: Petőfi Sándor: Nem sűlyed az emberiség! című költeményének szövegtani stilisztikai megközelítései. In Petőfi S. János–Békési Imre–Vass László (szerk.): Szemiotikai szövegtan 14. JGYF Kiadó, Szeged, 2001. 50–51.
- A csehországi magyarok nyelvhasználata I. Prágai Tükör 2002/1. 4–9.
- A csehországi magyarok nyelvhasználata II. Prágai Tükör 2002/4. 26–33.
- A szótári minősítések és a stílus. Acta Academiae Paedagogicae Agriensis. Sectio Linguistica Hungarica 2002. 115–127.
- Alakzat(társulások) a retorizált műfajok szöveg- és stílusstruktúrájában. In Szathmári István (szerk.): A retorikai-stilisztikai alakzatok világa. Tinta Könyvkiadó, Budapest, 2003. 64–73.
- A csehországi magyarok nyelvhasználata III. Prágai Tükör 2003/1. 16–20.
- A csehországi magyarok nyelvhasználata IV. Prágai Tükör 2003/3. 4–8.
- A csehországi magyarok nyelvhasználata V. Prágai Tükör 2003/5. 41–48.
- Az ún. reklámnyelvi törvény Magyarországon. Prágai Tükör 2003/2. 30–35.
- Strukturális nyelvleírás és anyanyelvi oktatás Csehországban és Magyarországon. Magyar Nyelvőr 127 [2003]/2: 183–185.
- Hungarians in the Czech Republic. On the emergence of a „new” linguistic minority after the division of Czechoslovakia (L. Hašová társszerzőségével). International Journal of the Sociology of Language 2003. (Mouton de Gruyter) 162: 85–102.
- Kisbabot néhány dűlőnevéről. Névtani Értesítő 26[2004]: 97–100.
- Egy Krúdy-mondatról. In Jenei Teréz–Pethő József (szerk.): Stílus és jelentés. Tanulmányok Krúdy stílusáról. Tinta Könyvkiadó, Budapest, 2004. 25–32.
- A csehországi magyar kisebbség VI. (Szemelvények – sorsok) Prágai Tükör 2004/2: 31–39.
- A csehországi magyar kisebbség VII. (Szemelvények – sorsok) Prágai Tükör 2004/5: 29–36.
- Nyelvvesztés és nyelvjárásvesztés – egyszerre. In P. Lakatos Ilona – T. Károlyi Margit (szerk.): Nyelvvesztés, nyelvjárásvesztés, nyelvcsere. Tinta Könyvkiadó, Budapest, 2004. 96–100.
- A nyelvművelés helye a nyelvtudományban. In: Büky László (szerk.) A magyar nyelv leírásának újabb módszerei VI. Nyelvleírás és nyelvművelés, nyelvhasználat, stilisztika. Szegedi Tudományegyetem, Szeged, 2004, 33–39.
- A magyarba bekerülő angol szavak és az ún. reklámnyelvi törvény. Acta Academiae Paedagogicae Agriensis. Sectio Linguistica Hungarica 2005. 59–65.
- A tankönyvszöveg megértése. Iskolakultúra, 2005. november, 59–62.
- A reklámnyelvi törvény érvényesítésének nehézségei. Édes Anyanyelvünk 2005. 4. szám
- A szöveg időszerkezete mint szövegtipológiai jellemző. In: Tolcsvai Nagy Gábor (szerk.): Szöveg és típus. Tinta Könyvkiadó, Budapest, 2006. 233–257.
- Egy értelmező szótár lexikográfiai újdonságai. In: Magay Tamás (szerk.): Félmúlt és közeljövő. Lexikográfiai füzetek 3. Akadémiai Kiadó, Budapest 2008. 223–231.